# Тома Павлов-Камбанчето
Тома Павлов (Павлев)-Камбанчето е български революционер, деец на Вътрешна македонска революционна организация.

## Биография
Тома Камбанчето е роден в битолското село Смилево, тогава в Османската империя, днес в Северна Македония. Присъединява се към ВМРО, четник е при Петър Костов – Пашата през 1923 година. Четник е при Александър Протогеров и Перо Шанданов. След убийството на Протогеров през 1928 година застава на страната на протогеровистите. Убит е на 21 юни 1931 година в София.